# Europees kampioenschap crosstriatlon 2019
Het Europees kampioenschap crosstriatlon was een door de European Triathlon Union (ETU) georganiseerd kampioenschap voor crosstriatleten. De 13e editie van dit Europees kampioenschap ging door in het Roemeense Târgu Mureș op 29 juni 2019.

## Resultaten

### Heren
| Plaats | Atleet              | Tijd    |
| ------ | ------------------- | ------- |
| 1      | Ruben Ruzafa        | 1:41:51 |
| 2      | Tim Van Hemel       | 1:43:15 |
| 3      | Tommaso Gatti       | 1:45:54 |
| 4      | Arthur Serrieres    | 1:45:58 |
| 5      | Jan Kubicek         | 1:46:23 |
| 6      | Filippo Rinaldi     | 1:46:48 |
| 7      | Andreas Silberbauer | 1:47:01 |
| 8      | Thibault Gire       | 1:47:45 |
| 9      | Riccardo Ridolfi    | 1:48:12 |
| 10     | Victor Goené        | 1:49:46 |

### Dames
| Plaats | Atleet                 | Tijd    |
| ------ | ---------------------- | ------- |
| 1      | Morgane Riou           | 2:00:08 |
| 2      | Eleonora Peroncini     | 2:03:35 |
| 3      | Sandra Mairhofer       | 2:03:55 |
| 4      | Marta Menditto         | 2:05:05 |
| 5      | Matilde Bolzan         | 2:05:36 |
| 6      | Adriana Fabiola Corona | 2:08:19 |
| 7      | Monica Cibin           | 2:12:57 |
| 8      | Magali Moreau          | 2:13:48 |
| 9      | Sofiya Pryyma          | 2:15:01 |
| 10     | Anna Tomica            | 2:16:17 |

2007 · 2008 · 2009 · 2010 · 2011 · 2012 · 2013 · 2014 · 2015 · 2016 · 2017 · 2018 · 2019 · 2020